# Franz Grasberger
Franz Grasberger (2. listopadu 1915, Gmunden – 25. října 1981, Vídeň) byl rakouský muzikolog a knihovník.

## Životopis
Studoval muzikologii na univerzitě ve Vídni u Roberta Lacha a Roberta Haase, a církevní hudbu a hudební pedagogiku na Vídeňské hudební akademii. V roce 1938 začal pracovat v Rakouské národní knihovně jako zaměstnanec v místní hudební sbírce. V letech 1954 až 1972 přednášel na univerzitě ve Vídni hudební bibliografii. Roku 1970 se stal ředitelem Národní knihovny a roku 1974 předsedou komise pro hudební výzkum, obě funkce zastával do roku 1981. V roce 1978 založil Anton Bruckner Institut Linz.
Ve výzkumu se zaměřoval na pořádání výstav a sympozií a na analyticko-hudebně teoretická témata. Jeho publikace se zabývaly mnoha německými romantickými skladateli, jako byli Ludwig van Beethoven, Johannes Brahms, Anton Bruckner, Franz Schubert, Richard Strauss a Hugo Wolf.
Jeho manželkou byla muzikoložka Renate Grasbergerová.

## Dílo
- Johannes Brahms, 1952
- Hugo Wolf, 1960
- Die Wiener Philharmoniker bei Johann Strauß, 1963
- Die Hymnen Österreichs, 1968
- Richard Strauss und die Wiener Oper, 1969
- Das kleine Brahmsbuch, 1973
- Zum Inhaltsproblem der "Zauberflöte", 1981